# Éric de Cromières
Pour les articles homonymes, voir Cromières (homonymie).
Éric de Bermondet de Cromières, né le 20 novembre 1953 à Alger et mort le 23 juillet 2020 à Clermont-Ferrand, est un dirigeant sportif et cadre dirigeant de la société Michelin.

## Biographie
Né à Alger, en 1953, il est le fils du général Pierre de Bermondet de Cromières (1923-2013) et d'Éliane de Vigneral. La famille de Bermondet de Cromières est enracinée de longue date dans le sud-ouest du département de la Haute-Vienne, du côté de Cussac. Le château de Cromières, propriété de la famille, est situé sur cette commune, sur la route Richard-Cœur-de-Lion. Il débarque en France à l'âge de 11 ans. C'est à Dax qu'il découvre le rugby qu'il pratique jusqu'à 24 ans comme joueur universitaire. Il intègre ensuite HEC Paris. À sa sortie d'HEC, il intègre la marine nationale comme officier à Toulon.
Il fait ensuite une longue carrière chez Michelin où il débute comme commercial, à Roanne. Il enchaîne ensuite les postes de directeur commercial puis de directeur général à travers le monde, avant de quitter définitivement le fabricant de pneus le 31 mars 2015. En 2005, il intègre le comité exécutif du groupe Michelin.
En 2006, il devient membre du conseil d’administration de l'ASM Clermont Auvergne. En 2012, René Fontès, président de l'ASM Clermont Auvergne, le choisit pour qu'il lui succède à ce poste en 2013. Le club qu'il préside devient Champion de France en 2017.
En 2017, à la suite du conflit entre la Ligue nationale de rugby et la Fédération française de rugby, il est désigné par la LNR dans la commission de rapprochement et de dialogue avec la FFR qui a pour objectif de trouver une sortie de crise. Il est accompagné par cinq autres présidents : Mourad Boudjellal (Toulon), Jean-René Bouscatel (Toulouse), Vincent Merling (La Rochelle), Pierre-Yves Revol (Castres) et Alain Tingaud (Agen). En juin, la FFR et la LNR trouvent un accord sur la mise à disposition des internationaux pour la saison suivante, une question qui empoisonnait leurs relations depuis plusieurs mois.
Dans le cadre de la convention entre la Fédération française de rugby et la Ligue nationale de rugby pour la période 2018-2023, il intègre un comité de pilotage des équipes de France chargé d'améliorer les relations entre les clubs et les sélections. Ce comité est également composé de Didier Lacroix (président du Stade toulousain), Alain Gaillard (président de TECH XV) et Emmanuel Eschalier (directeur général de la LNR).
Il décède dans la nuit du 22 au 23 juillet 2020, à l'âge de 66 ans, des suites d'un cancer du poumon au CHU de Clermont-Ferrand,. Un dernier hommage lui est rendu lors d'obsèques organisées dans la cathédrale Notre-Dame-de-l'Assomption de Clermont et diffusées sur les écrans géants du stade Marcel-Michelin. Éric de Cromières repose désormais dans le caveau familial de Cussac,.

## Parcours chez Michelin
- Commercial chez Michelin (1979-1984)
- Directeur commercial de Michelin Brésil (1984-1985)
- Directeur du recrutement des cadres de Michelin (1985-1988)
- Directeur commercial du Marché du Remplacement aux Etats-Unis de Michelin (1988-1991)
- Directeur des marchés d'exportation de Michelin (1991-1997)
- Directeur général Afrique Moyen-Orient de Michelin (1997-2001)
- Directeur général de Michelin Amérique du Sud (2001-2002)
- Directeur supply chain de Michelin (2002-2005)
- Directeur général de Michelin Europe (octobre 2005- ?)
- Directeur de la performance commerciale chez Michelin (? - 2015)